# Skoronice

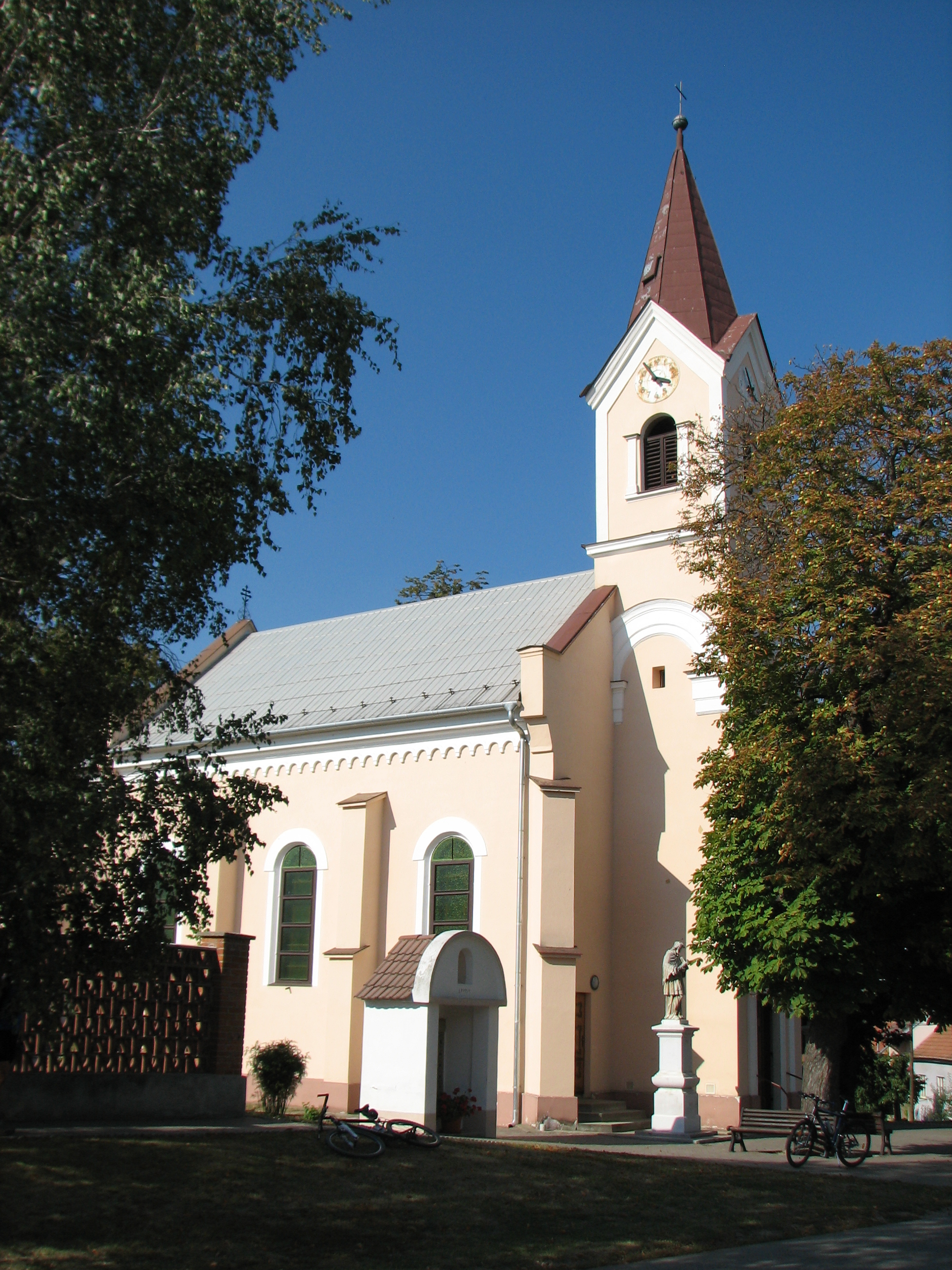
Kirche St. Florian

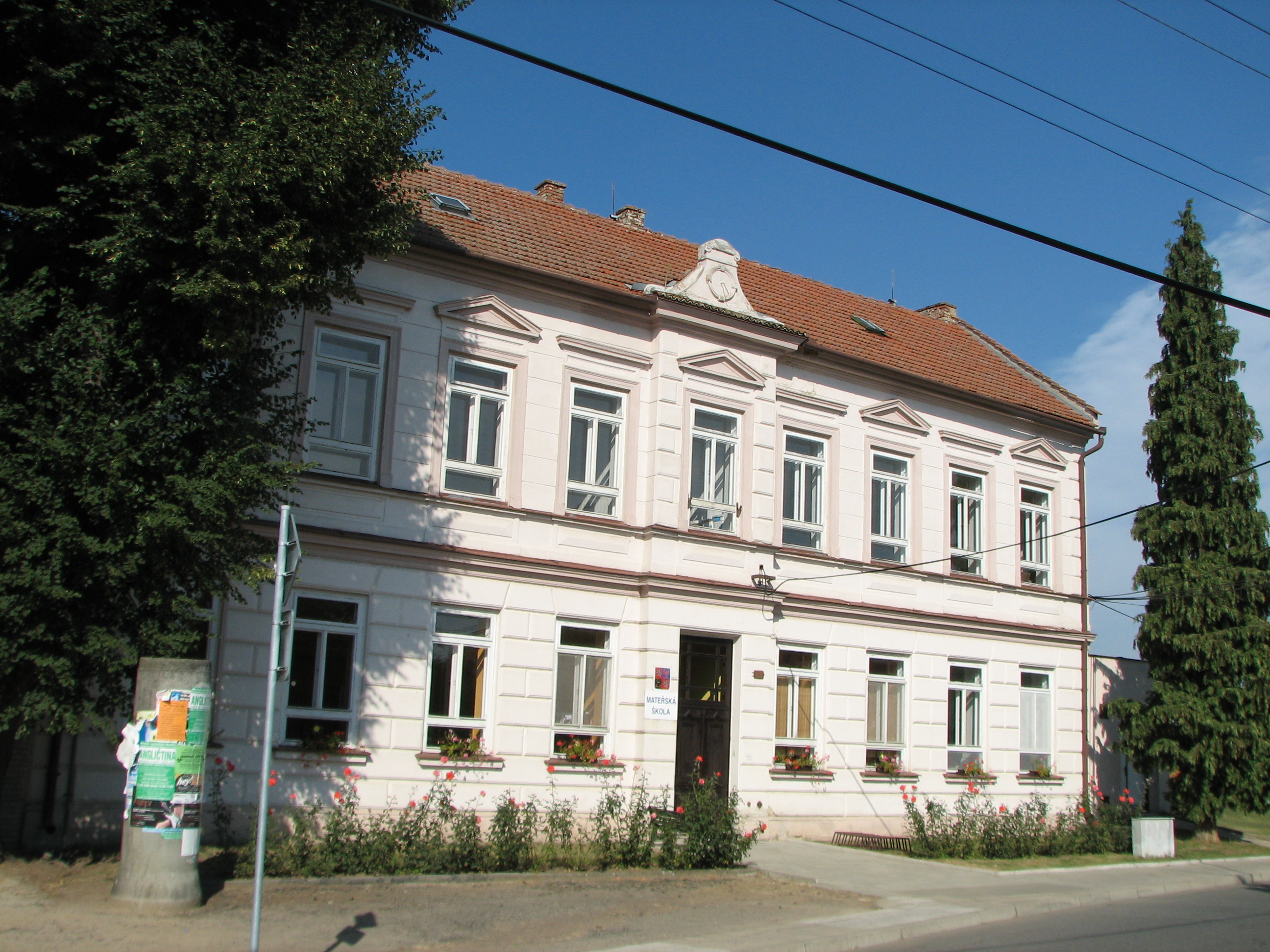
Kindergarten

Skoronice (deutsch Kunewald, früher Skoronitz, Klein Kunwald) ist eine Gemeinde in Tschechien. Sie liegt vier Kilometer südöstlich von Kyjov und gehört zum Okres Hodonín.

## Geographie
Skoronice befindet sich linksseitig des Flüsschens Hruškovice am südlichen Fuße des Hügellandes Kyjovská pahorkatina im Dolnomoravský úval (Südliches Marchbecken). Nördlich erhebt sich der U Svatého Rocha (Rochusberg, 256 m) und im Westen der Liščí kopec (210 m). Gegen Süden liegt der See Milotický rybnik, südwestlich das Schloss Milotice. Nördlich des Dorfes führt die Bahnstrecke Kyjov – Veselí nad Moravou vorbei, die nächste Bahnstation ist Vlkoš.
Nachbarorte sind Kostelec im Norden, Vlkoš im Nordosten, Vracov im Osten, Vacenovice im Südosten, Milotice im Süden, Mistřín im Südwesten, Svatobořice im Westen sowie Kyjov im Nordwesten.

## Geschichte
Die erste schriftliche Erwähnung von Skoronice erfolgte im Jahre 1322 in einer Urkunde König Johanns. 1351 erwarb Czenko von Bechina das Dorf. 1359 überschrieb Janusch von Bechina Skoronice als Morgengabe seiner Frau Hisla von Ossow. 20 Jahre später verkaufte die Witwe das Dorf an Bolka von Sternberg, die drei Hufen von Skoronice dem Olmützer Kloster der hl. Klara überließ. Johann von Sternberg schenkte 1392 dem Kloster der hl. Klara weitere viereinhalb Hufen und dem Kloster der hl. Anna in Brünn achteinhalb Hufen. Im 15. Jahrhundert erwarben die Herren von Krawarn Skoronice und schlossen das Dorf an ihre Herrschaft Milotice an. Nach dem Tode Georg von Krawarns fiel Skorotice zusammen mit Milotice 1479 seinen Töchtern Ludmilla, Kunigunde, Elsbeth und Johanna zu, die es im Jahr darauf an Georg, Alexander, Johann und Tas von Oynitz verkauften. 1490 trat Elsbeth von Oynitz die ihr gehörige Hälfte der Herrschaft Milotice mit den Dörfern Skoronice und Stavěšice an ihren Schwager Niklas von Zástřizl ab, der 1493 auch die andere Hälfte von seiner Frau Anna von Oynitz übernahm. 1560 verkauften die Zástřizl Milotice mit allem Zubehör an die Brüder Friedrich, Bartholomäus, Johann und Dietrich von Zierotin. Zu Beginn des 17. Jahrhunderts bestand das Dorf aus 27 Anwesen. Beim zweiten Feldzug des aufständischen Siebenbürgerfürsten Gábor Bethlen wurde Skoronice 1623 zerstört und blieb wüst. Gabriel Graf Serényi, der 1648 die Herrschaft Milotice gekauft hatte, ließ 1652 das Dorf wieder besiedeln. Die neuen Bewohner waren Deutsche aus seiner nordmährischen Herrschaft Kunewald. Das Dorf bildete eine deutsche Sprachinsel in der Mährischen Slowakei, in der Kuhländler Mundart gesprochen wurde. Im Jahre 1834 lebten in den 65 Häusern des Dorfes 340 Menschen. Bis zur Mitte des 19. Jahrhunderts blieb Kunewald immer nach Milotice untertänig.
Nach der Aufhebung der Patrimonialherrschaften bildete Kunewald/Skoronice ab 1850 eine Gemeinde in der Bezirkshauptmannschaft Gaya. Nach der Aufhebung des Okres Kyjov wurde Skoronice 1960 dem Okres Hodonín zugeordnet. Zwischen 1980 und 1990 war Skoronice nach Vlkoš eingemeindet. Im Jahre 2000 wurde das Dorf Sieger im landesweiten Wettbewerb Vesnice roku (Dorf des Jahres). In Skoronice wird jährlich zu Pfingsten die Tradition des Königsritts (Jízda králů) gepflegt. Nördlich des Dorfes befinden sich ausgedehnte Weinberge, die bis Kyjov reichen.

## Gemeindegliederung
Für die Gemeinde Skoronice sind keine Ortsteile ausgewiesen.

## Sehenswürdigkeiten
- Heimatmuseum Slovácká jizba im Bauerngehöft Nr. 29. In dem 1998 sanierten ältesten Haus des Dorfes befindet sich auch die Gemeindebücherei.
- Kirche des hl. Florian, geweiht 1886. In ihr befindet sich eine hölzerne Figur des Jungfrau Maria aus dem 15. Jahrhundert.
- Statue des hl. Franziskus
- Statue der hl. Anna
- Weinkeller